# Massimo Consolati
Massimo Consolati (Ancona, 9 aprile 1937 – Ancona, 28 giugno 2022) è stato un pugile italiano, campione italiano dei pesi superleggeri e avversario di Sandro Lopopolo e di Bruno Arcari.

## Biografia

### Carriera tra i dilettanti
Consolati combatte abbastanza lungamente tra i dilettanti, tra il 1955 e il 1960. Il suo record conta 46 match, di cui 35 vinti, 6 persi, 4 pari e uno no contest.

### Carriera tra i professionisti
Fa il suo ingresso tra i professionisti a ventitré anni alla fine del 1960. Il 28 novembre 1963, a Mestre, batte Piero Brandi per knock-out tecnico alla quinta ripresa. Al 31º incontro, dopo 24 vittorie, un pari e cinque sconfitte, sfida Sandro Lopopolo per il titolo italiano dei pesi superleggeri. Il 25 luglio 1964, a Senigallia, il milanese, ancora imbattuto, prevale ai punti in dodici riprese.
Due anni dopo, il 12 aprile 1966, ottiene nuovamente la chance di combattere per il titolo italiano, lasciato vacante da Lopopolo, contro Bruno Arcari, sempre sul ring di Senigallia. Alla quinta ripresa, Consolati colpisce l'avversario con un gancio destro aprendogli una copiosa ferita. Si giunge con scambi continui sino alla nona ripresa. Con Arcari in netto vantaggio, l'arbitro chiama il medico per verificare la consistenza della ferita. Sentito il parere del medico e per non mettere a rischio l'incolumità di Arcari, l'arbitro interrompe l'incontro per ferita, dando la vittoria per Kot al 10º round a Massimo Consolati. Il marchigiano è uno dei soli due pugili che può vantarsi di aver battuto Arcari in carriera.
Il 18 settembre successivo, Consolati respinge l'assalto al titolo italiano di Giulio Graziani, battendolo ai punti sul ring di Verona.
La rivincita con Arcari è allestita a Genova, città adottiva dello sfidante, il 7 dicembre 1966. La superiorità del futuro campione del mondo è netta ma, all'8º round, una nuova ferita al suo sopracciglio destro richiede l'intervento del medico. Stavolta, però, l'arbitro decreta la squalifica del campione uscente per testata irregolare, assegnando ad Arcari la cintura italiana dei pesi superleggeri. L'evento ha avuto interpretazioni contrapposte. Consolati, pur riconoscendo la superiorità dell'avversario, ha dichiarato di non averlo mai colpito con una testata e analogamente si è pronunciato Gabriele Fradeani della testata telematica Boxering della Fpi, che era presente all'incontro. Il corrispondente de L'Unità ha scritto che la ferita di Arcari, apertasi alla terza e poi nuovamente all'ottava ripresa, sia stata inferta da regolari ganci sinistri. Il corrispondente de La Stampa ha sostenuto, invece, di una testata di Consolati che, nell'ottava ripresa, avrebbe aggravato le condizioni di una ferita apertasi in precedenza. Dello stesso parere il corrispondente del Corriere della Sera che ha parlato addirittura di "un paio di testate".
Il 15 aprile 1967, a Porto San Giorgio, Consolati batte lo statunitense Jesse Green, ai punti in dieci riprese. Incontra nuovamente l'ex Campione del mondo Sandro Lopopolo, a Belgrado, subendo una dura sconfitta per Kot alla quinta ripresa. È poi sconfitto ai punti dall'ex Campione europeo Juan Sombrita Albornoz, sull'avverso ring di Santa Cruz de Tenerife.
Il 29 gennaio 1969, Consolati combatte nuovamente per la cintura di Campione d'Italia ma non va oltre un ininfluente pari contro Romano Fanali.
Ormai ultratrentenne, Massimo Consolati sceglie di combattere soltanto contro grandi campioni ma, chiaramente, per borse sostanziose. Il 21 marzo 1969  vola a Rio de Janeiro nella “tana” del più volte sfidante al titolo mondiale João Henrique, strappando un'onorevole sconfitta ai punti. Sale poi nella categoria dei pesi welter per affrontare ad Annecy il Campione di Francia Roger Menetrey (sconfitta ai punti) e a Frosinone l'ex Campione d'Italia Domenico Tiberia (sconfitta per Kot al quinto round).
Ritorna al suo peso naturale per saggiare la capacità di combattere nei superleggeri dell'ex Campione del mondo della categoria inferiore Pedro Carrasco, in due match dove lo spagnolo lo batte nettamente per knock-out tecnico entrambe le volte in terra iberica.
Il 13 giugno 1970, a Grenoble, incontra il Campione d'Europa dei superleggeri, René Roque, senza titolo in palio, ottenendo un'onorevole sconfitta ai punti. Resta inattivo per tutto il 1972, poi combatte per l'ultima volta il 4 settembre 1973, nella categoria dei pesi superwelter, perdendo per Kot al quarto round contro Hans Orsolics, ex Campione d'Europa e già avversario di Arcari, Remo Golfarini e Carlo Duran.
Conclude la carriera con 50 vittorie, 31 sconfitte, 5 pari e un no contest su 87 incontri disputati.